# IR JT 42CW sorozat
Az IR JT 42CW hattengelyes dízel-elektromos mozdonysorozat, melyet a Meinfesa (Alstom) gyártott 1996-ban, összesen 8 példányban az Israel Railways számára.

## Leírás
A JT 42CW az Alstom Prima mozdonysorozatának tagja, melyet az Alstom valenciai üzeme, a Meinfesa gyártott az amerikai Electro-Motive Diesellel együttműködve; a mozdonyok az EMD vontatóberendezéseit és a 710 típusú motorját használják. A mozdonyokat 1996-ban rendelték meg és 1998-ban álltak szolgálatba.
A JT 42CW mozdonyokat teherszállításra tervezték, azonban a mozdonyhiány miatt személyszállító vonatokat is húztak a JT 42BW szolgálatba állásáig.
A mozdonyokat a Holt-tengerről a földközi-tengeri kikötőkbe tartó foszfátvonatok szállítására gyártották, ahol akár 3000 tonnás vonatokat kell húzniuk 1,5–2%-os lejtőkön.

## Fordítás
- Ez a szócikk részben vagy egészben  az   Israel Railways JT 42CW című angol Wikipédia-szócikk ezen változatának fordításán alapul.  Az eredeti cikk szerkesztőit annak laptörténete sorolja fel. Ez a jelzés csupán a megfogalmazás eredetét és a szerzői jogokat jelzi, nem szolgál a cikkben szereplő információk forrásmegjelöléseként.